# كراتيلوس (حوار)
كراتيلوس (باليونانية: Κρατύλος)‏ هو أحد حوارات أفلاطون. ويتفق معظم الباحثون أن معظمه كتب خلال ما عرف بفترة أفلاطون الوسطى. ويقابل سقراط في الحوار رجلين هما كراتيلوس وهيرموجينيس، ويسألانه إذا كانت الأسماء «تقليدية» أو «طبيعية»، أي ما إذا كانت اللغة هي نظام من العلامات العشوائية أو ما إذا كانت الكلمات لها علاقة متأصلة بالأشياء ذات الدلالة.
كان لهذا الحوار أول تأثير فكري على أفلاطون. يقول أرسطو أن كراتيلوس أثر أفلاطون بأن قدم له تعاليم هيراقليطس.